# UKS Szóstka Mielec
UKS Szóstka Mielec – polska kobieca drużyna siatkarska występująca w I lidze.
Uczniowski Klub Sportowy Szóstka powstał 26 kwietnia 2010 r. przy Szkole Podstawowej nr 6 w Mielcu.  Celem klubu było upowszechnianie kultury fizycznej, szczególnie piłki siatkowej wśród dzieci z terenu Mielca i powiatu. W klubie powstała Akademia Siatkówki zrzeszająca w swych szeregach  ok. 100 dziewcząt. W roku  2013 rozszerzono działalność klubu o grupy młodziczek, kadetek, juniorek  biorących udział w rozgrywkach organizowanych przez Podkarpacki Wojewódzki Związek Piłki Siatkowej. W sezonie 2013/2014 drużyna awansowała do II ligi. W sezonie 2016/2017 zajęła 2. miejsce w rozgrywkach II ligi grupy 5 kobiet, zaś w sezonie 2017/2018 wygrała 4. grupę II ligi i awansowała do I ligi.

## Kadra zespołu 2018/2019
- Trener : Roman Murdza
- II trener: Krystian Pachliński

| Nr | Imię i nazwisko       | Data ur. | Wzrost | Pozycja      |
| -- | --------------------- | -------- | ------ | ------------ |
| 1  | Martyna Gorzkiewicz   |          |        | rozgrywająca |
| 2  | Kaja Daniluk          |          |        | środkowa     |
| 3  | Alicja Węgrzyn        |          |        | atakująca    |
| 4  | Aleksandra Milch      |          |        | przyjmująca  |
| 5  | Ewa Gomułka           |          |        | przyjmująca  |
| 6  | Aleksandra Krycka     |          |        | przyjmująca  |
| 7  | Dominika Mikołajewska |          |        | atakująca    |
| 12 | Natalia Murdza        |          |        | przyjmująca  |
| 13 | Sylwia Kusik          |          |        | środkowa     |
| 14 | Elżbieta Szymańska    |          |        | rozgrywająca |
| 16 | Agnieszka Cur         |          |        | środkowa     |
| 17 | Julia Koza            |          |        | libero       |
|    | Wiktoria Murdza       |          |        | libero       |
|    | Inez Pfeifer-Jucha    |          |        | przyjmująca  |
|    | Marta Matejko         |          |        | atakująca    |
|    | Agnieszka Wołoszyn    |          |        | atakująca    |